# Берлінський філармонічний оркестр

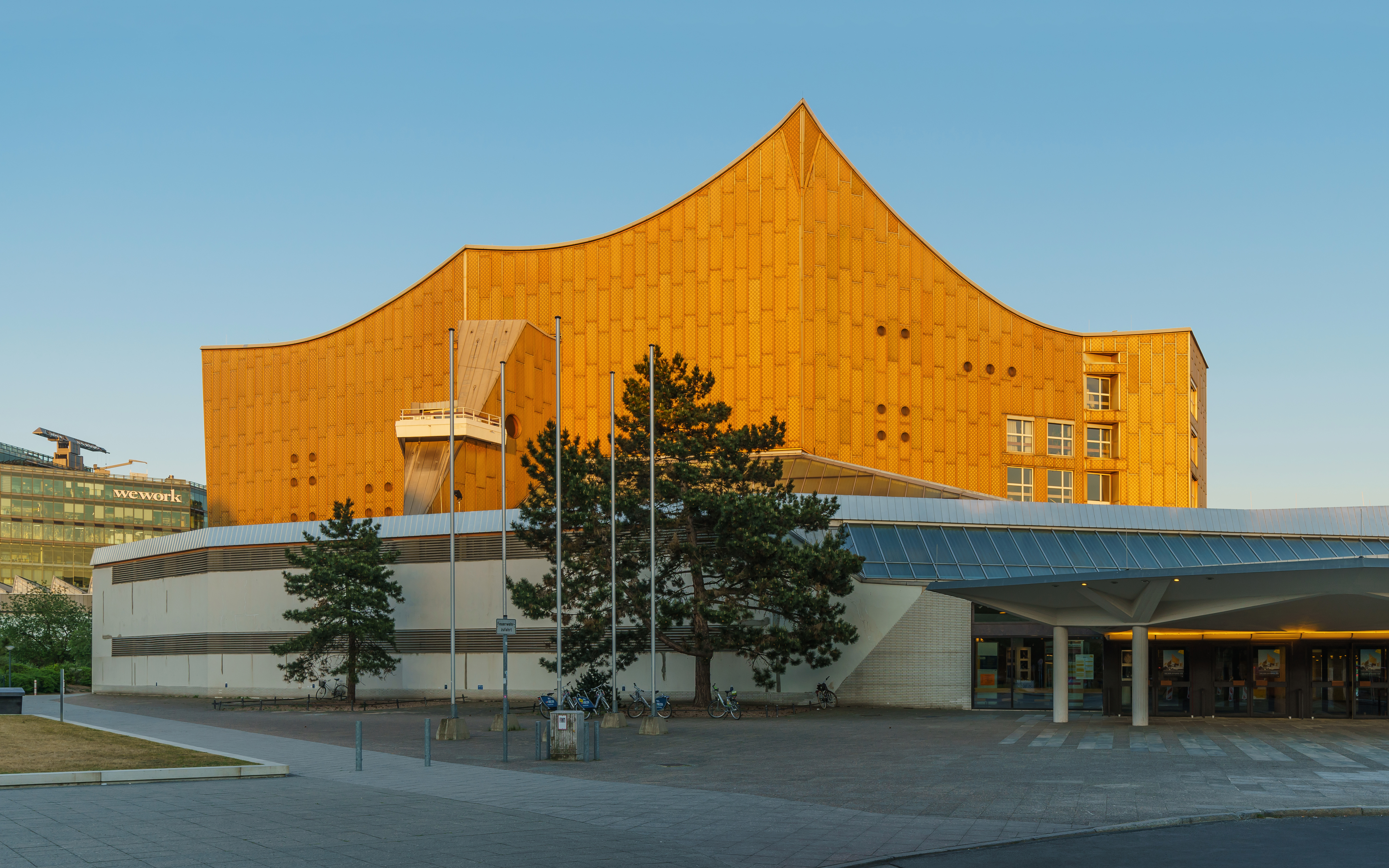
Берлінська філармонія

Берлінський філармонічний оркестр (нім. Berliner Philharmoniker) — найбільший симфонічний оркестр Німеччини, що базується у Берліні.
Заснований у 1882 році групою з 54 музикантів з оркестру Беньяміна Більзе, що відмовились вирушити на традиційні для цього оркестру літні гастролі у Варшаву в залізничному вагоні 4-го класу. Спочатку оркестр виступав під назвою "Колишній оркестр Більзе" (нім. Frühere Bilsesche Kapelle), нинішню назву має з 1887 року.
Діяльність оркестру фінансує міст Берлін разом з Deutsche Bank. Багаторазовий лауреат премій Ґреммі, Грамофон, ЕХО і інших музичних нагород.

## Керівники
- Людвіг фон Бреннер (1882—1887)
- Ганс фон Бюлов (1887—1893)
- Артур Нікіш (1895—1922)
- Вільгельм Фуртвенглер (1922—1945)
- Лео Боргард (1945)
- Серджіу Челібідаке (1945—1952)
- Вільгельм Фуртвенглер (1952—1954)
- Герберт фон Караян (1954—1989)
- Клаудіо Аббадо (1989—2002)
- Саймон Реттл (з 2002 р.)